# Allyson Quevedo
Allyson Nicohol Quevedo Muñoz (ur. 17 września 1994) – chilijska judoczka. 
Startowała w Pucharze Świata w 2018, 2022 i 2023. Brązowa medalistka igrzysk boliwaryjskich w 2022 roku.